# Valentina Ciurina
Valentina Ciurina (* 30. August 1978 in Leningrad) ist eine russischstämmige moldauische Biathletin.

## Leben und Karriere
Valentina Ciurina begann 1997 mit dem Biathlonsport. Sie wird von Petru Bria trainiert und startet für den Central Army Club. Seit 2000 gehört sie dem moldauischen Nationalteam an. In dem Jahr gab sie auch in Hochfilzen ihr Biathlon-Weltcup-Debüt. In ihrem ersten Rennen, einem Einzel, wurde sie 74. Am Ende der Saison startete sie erstmals bei Biathlon-Weltmeisterschaften. In Pokljuka wurde sie 72. im Einzel und 74. im Sprint. Höhepunkt der folgenden Saison waren die Olympischen Spiele von Salt Lake City. Dort war ein 48. Platz in der Verfolgung ihr bestes Ergebnis. Zwischen ihren Weltcupauftritten startete die Moldauerin auch immer wieder im Europacup, wo sie mehrfach einstellige Ergebnisse erreichte. Im Weltcup war ihr bestes Ergebnis ein 30. Platz, den sie 2004 in einem Sprint in Hochfilzen erreichte. Gleichzeitig war es ihr erster Weltcuppunktgewinn. Ihr bislang letztes internationales Rennen bestritt sie bei den Olympischen Spielen 2006 in Turin, wo sie 81. im Sprint wurde.

## Biathlon-Weltcup-Platzierungen
Die Tabelle zeigt alle Platzierungen (je nach Austragungsjahr einschließlich Olympische Spiele und Weltmeisterschaften).
- 1.–3. Platz: Anzahl der Podiumsplatzierungen
- Top 10: Anzahl der Platzierungen unter den ersten zehn (einschließlich Podium)
- Punkteränge: Anzahl der Platzierungen innerhalb der Punkteränge (einschließlich Podium und Top 10)
- Starts: Anzahl gelaufener Rennen in der jeweiligen Disziplin

| Platzierung                      | Einzel | Sprint | Verfolgung | Massenstart | Staffel | Gesamt |
| -------------------------------- | ------ | ------ | ---------- | ----------- | ------- | ------ |
| 1. Platz                         |        |        |            |             |         |        |
| 2. Platz                         |        |        |            |             |         |        |
| 3. Platz                         |        |        |            |             |         |        |
| Top 10                           |        |        |            |             |         |        |
| Punkteränge                      |        | 1      |            |             |         | 1      |
| Starts                           | 15     | 35     | 6          |             |         | 56     |
| Stand: nach der Saison 2008/2009 |        |        |            |             |         |        |

## Weblink
- Statistik bei Biathlonworld

| Personendaten    | Personendaten          |
| ---------------- | ---------------------- |
| NAME             | Ciurina, Valentina     |
| KURZBESCHREIBUNG | moldauische Biathletin |
| GEBURTSDATUM     | 30. August 1978        |
| GEBURTSORT       | Leningrad              |